# Euphorbia seleri
Euphorbia seleri är en törelväxtart som beskrevs av John Donnell Smith. Euphorbia seleri ingår i släktet törlar, och familjen törelväxter. Inga underarter finns listade i Catalogue of Life.